# Ennearabdus lobocephalus
Ennearabdus lobocephalus là một loài bọ cánh cứng trong họ Bọ hung (Scarabaeidae).